# Thunar
Thunar é um gerenciador de arquivos que integra o ambiente gráfico Xfce. É um programa caracterizado pela simplicidade e pela leveza na operação. O nome deriva do deus da mitologia nórdica, Thor.
É desenvolvido por Benedikt Meurer. O Thunar substitui o antigo Xffm e é escrito com a toolkit GTK+ 2.
A interface do Thunar é muito semelhante ao Nautilus, usado no GNOME. Os padrões definidos pelo freedesktop.org são respeitados pelo Thunar.
As primeiras versões não suportavam o uso de separadores, atualmente os separadores podem ser usados, aproximando o programa de outros do mesmo tipo.
As funcionalidades do Thunar podem ser expandidas com a instalação de alguns plugins.

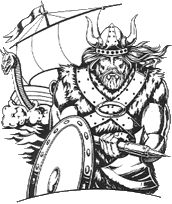
Imagem da caixa "Sobre" do Thunar